# Capie pleso
Capie pleso je ledovcové jezero v Mlynické dolině ve Vysokých Tatrách na Slovensku. Má rozlohu 3,0595 ha. Je dlouhé 246 m a široké 175 m. Dosahuje maximální hloubky 17,5 m. Jeho objem činí 163 987 m³. Leží v nadmořské výšce 2075 m.

## Okolí
Na východě se zvedají stěny jižního hřebene Štrbského štítu, který se ční severovýchodně od plesa. Na severu se výše v kotlině nachází ještě Okrúhle pleso, za kterým se zvedá hřeben oddělující Mlynickou dolinu od Hlinské doliny. Na západě se zvedá v několika stupních stěna Furkotského štítu a severně od něj se ční Hrubý vrch (Triumetal). Na jihu od plesa se nachází skalní práh, pod kterým se dál na jih táhne Mlynická dolina. Okolí plesa je kamenité.

## Vodní režim
Pleso nemá žádný viditelný přítok ani odtok. Potok Mlynica se objevuje až níže v údolí. Rozměry jezera v průběhu času zachycuje tabulka:
| Rok     | Měření prováděl   | Rozloha ha | Délka m | Šířka m | Hloubka max.m | Objem m³ |
| ------- | ----------------- | ---------- | ------- | ------- | ------------- | -------- |
| 1933    | Józef Szaflarski  | 2,426      | 224     | 152     | 16,8          | [ 2 ]    |
| 1961–67 | pracovníci TANAPu | 3,054      | 246     | 175     | 17,5          | [ 2 ]    |
| 2005    | Gregor, Pacl      | 3,0595     | [ 2 ]   | [ 2 ]   | 17,5          | 163 987  |

## Přístup
Pleso je přístupné pěšky v období od 16. června do 31. října.
- Výstup po  žluté turistické značce je možný od Štrbského plesa a trvá asi 2,5 hodiny. Vrátit se je možné stejnou cestou[zdroj?] nebo pokračovat přes Bystrou lávku do Furkotské doliny.